# بایگانی عمومی ملی (کلمبیا)
آرشیو عمومی ملی (اسپانیایی: Archivo General de la Nación) یک آژانس دولتی در کلمبیا منسوب به وزارت فرهنگ کلمبیا است که به " حفظ میراث تاریخی و همچنین بازیابی و پخش میراث مستند کشور " اقدام می‌کند و رئیس سیستم ملی بایگانی است. دفتر مرکزی آن در شهر بوگوتا قرار دارد و توسط معمار روخلیو سالمونا طراحی شده است.